# 昂山
昂山（1915年2月13日—1947年7月19日）是帶領緬甸脫離大英帝國獨立的軍事領袖。
1939年成立緬甸共產黨，昂山出任第一任總書記。1941年珍珠港事變後大日本帝國大舉南進，昂山把握機遇與日軍合作，以協助日軍擊敗緬英殖民政府為條件要求民主解殖。不久後，昂山懷疑日本會否給予緬甸獨立，於是倒戈重新投往同盟國陣營，並獲英國委任為英屬緬甸總理。在日本投降、二戰結束後，昂山作為最後一任總理與英國展開有關緬甸獨立的談判，但不幸在正式獨立前即已遇刺身亡，此後被緬甸人民尊為國父。
昂山的女兒是緬甸民主運動領導人、政黨全國民主聯盟主席、國務資政昂山蘇姬。

## 學生時代
1915年，昂山生於緬甸中部馬圭省那卯鎮（又譯「納特曼克鎮」）。1933年，入讀仰光大學，很快成為學生領袖，爾後擔任仰光大學學生會執委並與校內刊物《孔雀之聲》主編。1936年2月，因拒絕透露《孔雀之聲》上一篇反英文章（Hell Hound At Large）的作者姓名，連同吳努同時受校方開除學籍。翁山、吳努兩人因而領導大學生罷課；後來仰光大學讓步，兩人復課。1938年，翁山當選學生會主席和緬甸全國學生聯合會主席。同年10月，翁山離開仰光大學法律課程，轉而投身政界。

## 投日反英
1930年代，緬甸民族主義日益高漲。一些愛國青年知識分子，在反對英國殖民主義統治的運動中，成立了德欽黨（又稱「我緬人黨」）。
1938年，翁山加入德欽黨，改稱德欽翁山（Thakin Aung San），並當選總書記。同年領導石油工人罷工，各地工會、民眾、學生亦相續加入，工運最後演變為全國性的反英運動，即緬甸歷史著名的“1300運動”。1939年8月15日，緬甸共產黨成立，翁山任總書記。同年10月1日，翁山聯合德欽黨、緬甸共產黨、貧民黨等組成自由聯盟（亦稱緬甸出路派組織），由巴莫出任主席，翁山出任總書記。
1940年3月，翁山參加印度國民代表大會。後來，緬甸政府因翁山的反英活動通緝翁山，他為了逃避追捕及尋求中國共產黨援助而來到中國，結果到達廈門時，被日本特務攔截，鈴木敬司建議昂山改道日本，從此昂山投向日本的怀抱。當時日本計劃攻打緬甸以破壞印緬滇國際援華的通道滇緬公路，與日本大本营陆军部直属特务机关——南机关（鈴木敬司大佐化名南益世而得名）達成協議後，翁山秘密回到緬甸並帶29青年（史稱「三十志士」）
1941年2月1日昂山前往日占海南岛接受軍事訓練，准备组织武装起义配合日军进驻缅甸。同年10月5日由于海南岛三亞訓練所關閉，昂山在南機關的安排下8日搭船從海南前往台灣并于花蓮港上岸，再搭火車前往花蓮玉里的台灣歩兵第2聯隊第11中隊營區繼續接受約二個月的游擊戰訓練。
1942年3月8日，昂山带领军队回到首都仰光，同年3月至8月间，昂山又协助日军击败中国远征军，曾受过中国人帮助的昂山对待中国战俘的手段非常残忍，約1500名中国远征军伤员不愿受被俘虏之辱，慨然于1942年5月21日凌晨集体引火自焚，含恨而终。事实上，昂山此时也已经脱离了緬甸共產黨，德欽梭任緬甸共產黨第二任总书记。

## 緬甸独立
1941年12月27日，翁山在泰國曼谷組建緬甸獨立軍，引領日軍進軍緬甸。1942年3月，日本佔領仰光。同年7月，全緬英軍被擊退，緬甸獨立軍改組為緬甸國防軍，翁山被授予大佐軍銜。1943年3月，翁山晉升少將，並到東京覲見昭和天皇，被授予旭日勛章。1943年8月1日，緬甸國成立，巴莫出任總理，翁山出任國防部長。緬甸國防軍改组为缅甸國民軍（Burma National Army）。在此時期，翁山一度使用面田纹次（Omota Monji）作為自己的和名。

## 倒戈盟军
随着太平洋战争的推进，翁山对日本所承诺的缅甸独立事務乃至日本自身能否维持局面都产生了怀疑；爾后在日軍進攻英屬印度的英帕尔战役裡，日军惨败的结果使翁山决意背弃日本。1943年11月，翁山向英军暗示有倒戈的意向；
1944年8月1日，翁山在缅甸独立一周年纪念活动中演讲，认为日本帮助缅甸独立是场骗局。8月底，缅甸共产党、人民革命党等联合建立了“反法西斯组织”，翁山出任其军事指挥。1944年月缅英正式达成协议，確認缅军將會参与盟军的对日作战。
1945年3月，缅甸北方国防军分隊開始与日军发生冲突；3月27日，翁山在以镇压叛军的名义将缅甸国民军召集至仰光后，突然调转枪口向日军开火。“反法西斯组织”所属的各势力亦同时暴动，緬甸正式倒戈加入盟軍陣營。同年5月，昂山与英国第14集团军司令威廉·斯利姆上将达成协定，起义部队改编为“缅甸爱国军”，配合盟军对日军作战。不过，在二战的最后阶段，他们并没有参加大的战役。
1945年5月盟军占领仰光，6月15日昂山发表了抗日胜利的宣言，同时“反法西斯组织”亦扩大规模并改成反法西斯人民自由同盟（AFPFL）。人民自由同盟內部在對待一系列與英人合作與獨立形式的問題上，出現了嚴重的分歧。緬甸共產黨對於昂山的“中間路線”進行了強烈的抨擊。
1946年10月10日，由於共產黨批評昂山鎮壓罷工，人民自由同盟執行委員會通過決議，悍然將緬共逐出人民自由同盟，同時向英國表明缅甸不會加入共產主義陣營，使緬甸往後独立的前景更為順利。
1945年8月15日第二次世界大戰结束大日本帝國無條件投降后，缅甸恢復了战前英国殖民地的状态。翁山所率领的缅甸军队与英军的缅甸部队合併。
1946年9月昂山出任英属缅甸政府行政議会的副议长（政府首腦），负责国防和外交政策。同时，作为独立主义者的翁山仍然以反法西斯人民自由同盟黨总裁的身份，持续着以完全独立为目标的政治活动。
1947年1月27日，翁山与当时的英国首相克莱门特·艾德礼定下了保证缅甸在一年内完全独立的“昂山-艾德礼协定”。2月，试图调和国内各派冲突的彬龙协议发表，然而在对英交涉艰难和对内调和反复之中的独立路上，缅甸国内的混乱并未平息。1947年4月制宪议会选举，反法西斯人民自由同盟黨取得了202议席中的196席，选举取得压倒性胜利。

## 遇刺身亡
1947年7月19日，經由保守派前總理吴苏指使下，昂山与6名阁僚在仰光被暗杀，昂山未能成為緬甸第一任總理，权力落入吳努手中。
由於昂山生前是緬甸軍方的領導人並統領軍隊，他的突然離世導致軍方的權力真空。獨立後軍官和文官的政治矛盾加劇，最終為後來導致軍方於1962年發動政變全面接管政權埋下伏線。